# Oued Kiss
 (mars 2010).
Si vous disposez d'ouvrages ou d'articles de référence ou si vous connaissez des sites web de qualité traitant du thème abordé ici, merci de compléter l'article en donnant les références utiles à sa vérifiabilité et en les liant à la section « Notes et références ».
L'oued Kiss (en arabe : واد كيس) est un fleuve, situé sur la frontière entre le Maroc et l'Algérie, passant par les deux villes frontières Ahfir (Maroc) et Boukanoun (Algérie) et se jetant dans la Mer Méditerranée (entre Saidia et Marsa ben M'hidi) .

## Présentation
Son embouchure est située entre la commune marocaine de Saïdia, et la commune algérienne de Marsa Ben M'Hidi (anc. Port-Say), et longe la frontière jusqu'au niveau des frontières d'Ahfir (Maroc) et de Boukanoun (Algérie). 
L’oued Kiss correspond à la rivière Aggierount citée par l’ « itinéraire d’Antonin » (IIIe siècle) et reprise  par Carl Ritter dans sa Géographie générale comparée, 1837